# ロベルト・ヒュプナー
ロベルト・ヒュプナー（Robert Hübner、1948年11月6日 - 2025年1月5日）は、ドイツのチェスグランドマスター、パピルス古文書学者である。チェスに関する著作がある。18歳のときに西ドイツ・チェス選手権に同率優勝した。1975年には、世界トップクラスのプレイヤーとなり、1980年には国際チェス連盟の世界ランキング3位にまで上った。
2025年1月5日の朝、ケルン・デルブリュックの病院で死去。76歳没。

## チェス歴
1970年代後半から1980年代初頭にかけての全盛期には、ヒュプナーは当時の最強クラスのトーナメントに何度も参加した。例えば、ティルブルフの1978年大会、モントリオールの1979年大会（「トーナメント・オブ・ザ・スターズ」）にアナトリー・カルポフ、ミハイル・タリやヤン・ティマンとともに参加した。ヒュプナーが優勝した大会はヒューストン大会（1974年）、 ミュンヘン大会（1979年開催、ウルフ・アナション、ボリス・スパスキーと同率）、リオデジャネイロ・インターゾーン大会（1979年、ラヨシュ・ポルティッシュ、チグラン・ペトロシアンと同率）、リナレス大会（1985年、リュボミィル・リュボエビッチと同率）である。2000年代に入っても国際大会に出場を続けたが、パピルス古文書学者としての仕事があったため、フルタイムのプロ選手であったことは一度もない。
1993年には世界チェス選手権でガルリ・カスパロフに挑んだナイジェル・ショートのセコンドを務めた。2000年、イスタンブールで開催された第34回チェス・オリンピアードでは、ドイツチームの一員として団体銀メダルを獲得した。
ヒュプナーには1969年にインターナショナルマスター (IM) が授けられ、1971年にグランドマスター(GM) が授けられた。ヒュプナーは1981年と1984年の世界選手権サイクルではキャンディデート（挑戦者の最終候補）のひとりであった。その他にもインターゾーン大会まで進出したことがある。

## 棋風

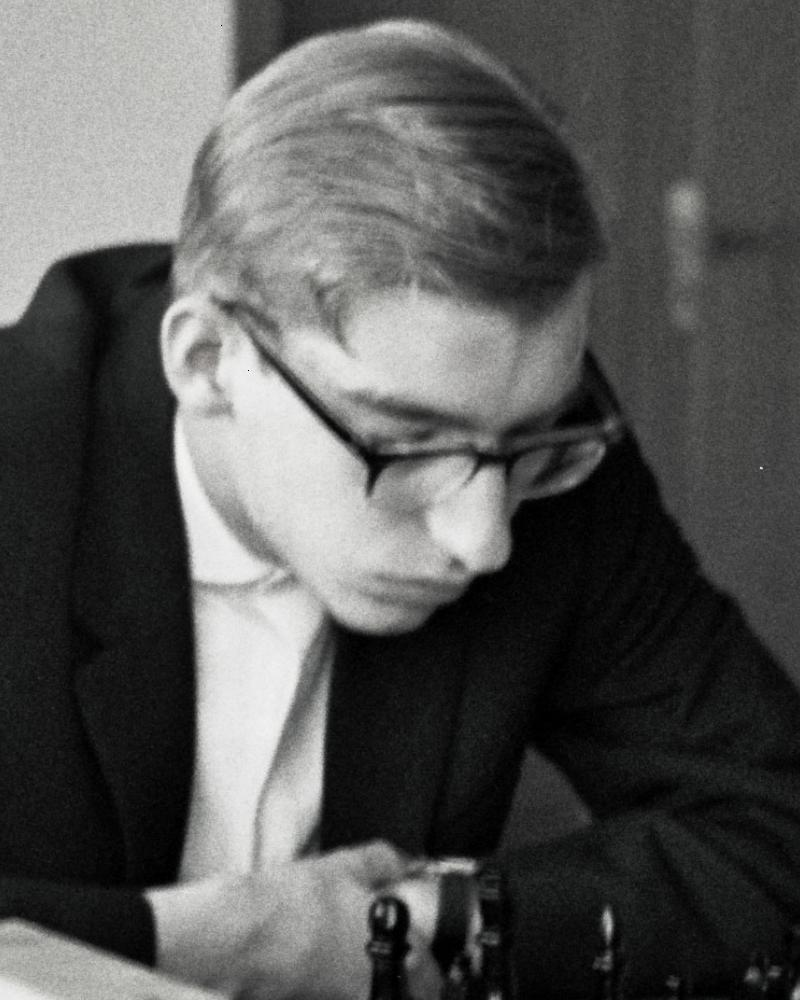
1966年ポルツ大会でのヒュプナー

チェス盤においては、ヒュプナーのエンドゲームの技術は効率的で無慈悲であるといわれてきた。ビル・ハーツトンは、「しかし彼の完全主義で、やや悲観的なアプローチが、チャンピオンになれなかった理由だ」と述べている。ヒュプナーの成功への道は、タイミングの悪いトラブルや棄権で妨げられることがあった。ヒュプナーは1971年の挑戦者決定戦マッチではチグラン・ペトロシアンとの対戦を対局環境についてのトラブルで棄権しているし、1980年のヴィクトール・コルチノイとの挑戦者決定戦マッチも同様であった。特にヒュプナーに運がなかったのは1983年の挑戦者決定戦準々決勝でのワシリー・スミスロフとの対戦である。スミスロフは早指しによるプレーオフを拒否した（当時は早指しプレーオフは選択制で、これはヒュプナーの十八番であった）。代わりにタイブレークをルーレットで行なうこととなり、スミスロフが勝者となった。

## その他の貢献
チェス文献におけるヒュプナーの貢献としては、歴代世界チャンピオンの研究と、19世紀の名局についての綿密な分析がある。最近の貢献としては世界チャンピオン、特にボビー・フィッシャーとアレクサンドル・アレヒンのゲームの細かな分析と研究がある。
またヒュプナーは、ニムゾ・インディアン・ディフェンスのヒュプナー・バリエーションと呼ばれる戦形の生みの親である ( 1.d4 Nf6 2.c4 e6 3.Nc3 Bb4 4.e3 c5 5.Bd3 Nc6 6.Nf3 Bxc3+)。
加えて、ヒュプナーは、中国出身ではないシャンチーの名手の一人としても知られている。

## 有名な試合
- ロバート・ジェームズ・フィッシャー対ロベルト・ヒュプナー[4] - グランドマスター、ボビー・フィッシャーに対して中央ポーンの攻撃で勝負を決めた劇的なゲーム。
- ロベルト・ヒュプナー対レイモンド・キーン[5] - 長手数の駒繰りの後、黒キングに対する白の圧力が決定的なコンビネーションを生んだ。